# Ondangua
Ondangua ou Ondangwa est une ville de la région Oshana, dans le nord de la Namibie. La ville comptait, en 2011, 22’822 habitants.

## Transports
La ville dispose d'un aérodrome desservi deux fois par jour depuis Windhoek. 

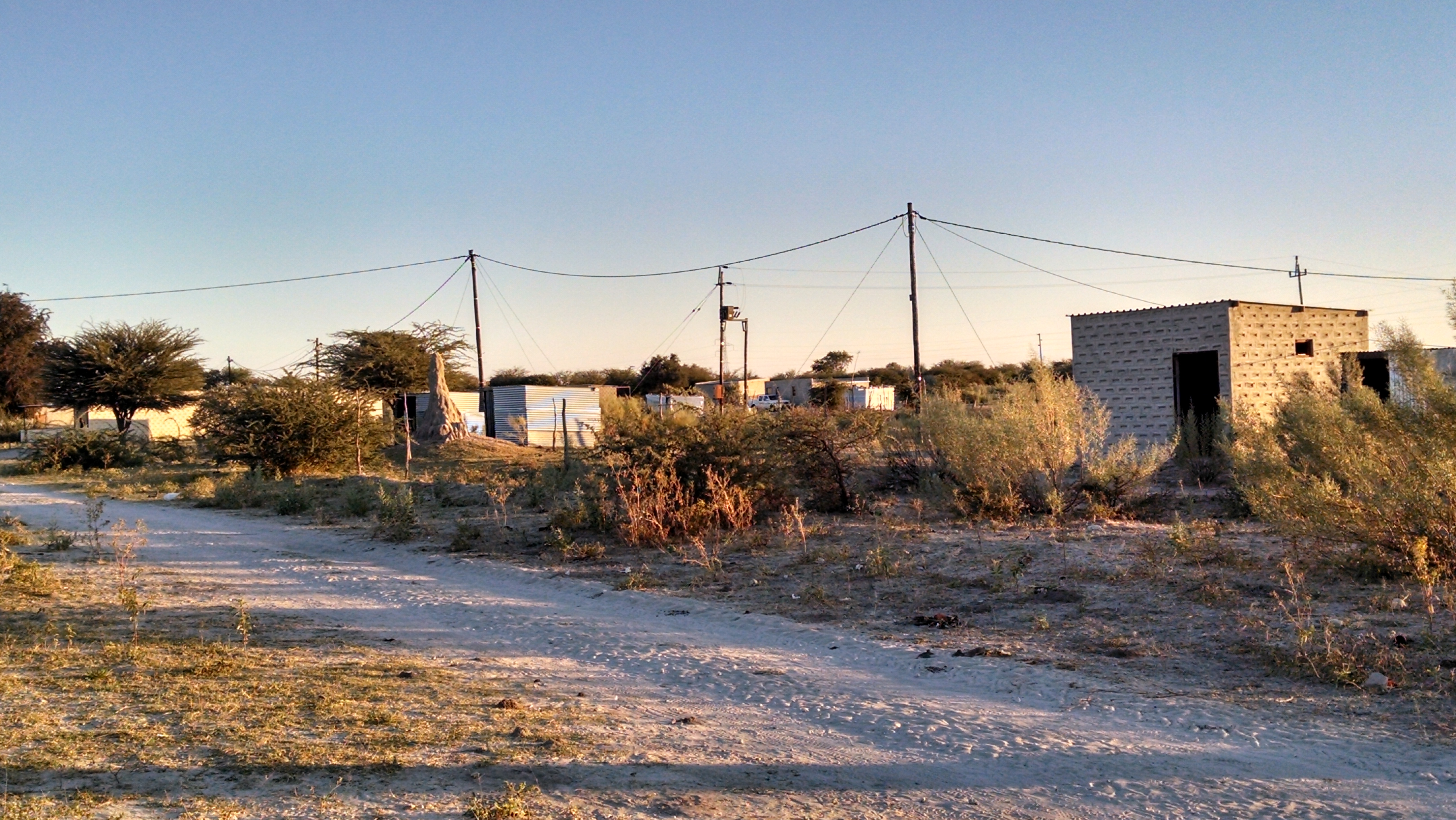
Quartier informel le long de la route principale B1.